# Parananochromis longirostris
Parananochromis longirostris (Syn.: Nanochromis longirostris, Pelmatochromis longirostris) ist eine Fischart aus der Familie der Buntbarsche (Cichlidae), die im südlichen Kamerun und nordöstlichen Gabun im Einzugsgebiet der Flüsse Ivindo und Ntem vorkommt. Sie ist die Typusart der Gattung Parananochromis.

## Merkmale
Männliche Parananochromis longirostris erreichen eine Gesamtlänge von 15 cm, Weibchen bleiben deutlich kleiner. Die Fische haben einen mäßig langgestreckten Körper dessen Höhe 31,1 und 35,3 % der Standardlänge beträgt. Die Kopflänge liegt bei 31,4 bis 34,7 % der Standardlänge. Die Schnauze, bei Fischen der Bereich zwischen dem vorderen Augenrand und der Spitze des Mauls, ist relativ lang (longirostris = lange Schnauze) und spitz. Das Maul ist mittelgroß, der Unterkiefer steht mehr oder weniger horizontal in einer Linie mit dem flachen Abschnitt des Bauches. Der Schwanzstiel ist für gewöhnlich höher als lang, hin und wieder jedoch ein wenig länger als hoch. Die Schwanzflosse ist abgerundet, bei Männchen kann der obere Bereich leicht ausgezogen sein.
- Flossenformel: Dorsale XIV–XVI/9–11, Anale III/6–8.
- Schuppenformel: SL 26–28.

Die vordere, obere Seitenlinie liegt hoch, nur durch eine oder 1,5 Schuppenreihen von der Rückenflossenbasis getrennt. 
Parananochromis longirostris ist grau bis hellbraun gefärbt, der Bauch ist heller. Brust und Kehle sind cremefarben bis weißlich, Wange und Kiemendeckel sind hellgelb. Oft ist ein schwaches vertikales Streifenmuster vorhanden, sowie ein mittiges Längsband, das sich vom Kiemendeckel bis auf den Schwanzstiel erstreckt. Tränenstreifen sind normalerweise vorhanden. Jede Schuppe auf dem Rumpf hat einen mittigen, türkisblauen oder silbrigen Punkt, der dunkel umrandet ist. Die obere Augenhälfte ist rot. Der weichstrahlige Abschnitt der Rückenflosse hat einen weißen Rand, darunter liegt eine rötliche Linie. Der weichstrahlige Abschnitt der Rückenflosse, der hintere Abschnitt der Afterflosse und die Schwanzflosse sind bei beiden Geschlechtern grau mit Reihen hellblauer Flecken. Letztere sind bei den Männchen deutlicher ausgeprägt als bei den Weibchen. Der vordere Abschnitt der Afterflosse ist hell violett. Die Bauchflossen sind hellblau, ihr Vorderrand ist weiß.

## Fortpflanzung
Parananochromis longirostris bildet zur Fortpflanzung monogame Paare und ist ein Substratlaicher, der in Höhlen laicht. In der Höhle werden die Eier und die Jungfische vor dem Freischwimmen vor allem vom Weibchen betreut. Nach dem Freischwimmen beteiligt sich auch das Männchen am Schutz und Führung der Jungfische.